# Динклэйдж, Питер
Пи́тер Хе́йден Ди́нклэйдж, корректнее Ди́нклидж ([ˈdɪŋklɪd͡ʒ]; англ. Peter Hayden Dinklage, род. 11 июня 1969, Морристаун, Нью-Джерси, США) — американский актёр и кинопродюсер.
Начал карьеру в 1995 году; широкая известность пришла после роли в фильме 2003 года «Станционный смотритель», за которую был номинирован на премию Гильдии киноактёров США 2004 года. После этого снимался в фильмах «Эльф» (2003), «Суперпёс» (2007), «Признайте меня виновным» (2006), британской трагикомедии «Смерть на похоронах» (2007), её одноимённом американском ремейке (2010), в экранизации четвёртой книги серии «Хроники Нарнии»: «Хроники Нарнии: Принц Каспиан» (2008), супергеройских лентах «Люди Икс: Дни минувшего будущего» (2014) и «Мстители: Война бесконечности» (2018).
За роль Тириона Ланнистера в сериале «Игра престолов» Динклэйдж был удостоен четырёх премий «Эмми» в номинации «Лучшая мужская роль второго плана в драматическом телесериале» (2011, 2015, 2018, 2019) и премии «Золотой глобус» в номинации «Лучшая мужская роль второго плана — мини-сериал, телесериал или телефильм».

## Биография
Динклэйдж родился в Морристауне, штат Нью-Джерси, в семье школьной учительницы музыки и безработного страхового агента. Закончив в 1987 году школу в этом городе, поступил в школу искусств в Беннингтоне, штат Вермонт, которую окончил в 1991 году.
Самым первым фильмом Динклэйджа был арт-хаусный малобюджетный кинофильм «Жизнь в забвении» (1995 год).
Удостоенный многих наград фильм 2003 года «Станционный смотритель» был первым мейнстримовским фильмом в карьере актёра и принёс ему широкую популярность. Динклейдж был номинирован на множество наград за эту роль, в том числе на премию «Спутник» в номинации «Исключительный талант» (Outstanding Talent), которую Динклэйдж в итоге выиграл. В том же году вместе с Гэри Олдменом снялся в фильме «Маленькие пальчики». Фильм вышел сразу на DVD.
В 2006 году Динклэйдж снялся в фильме Сидни Люмета «Признайте меня виновным» вместе с Вином Дизелем.
Актёр также регулярно играет на театральной сцене. Среди постановок, в которых он принимал участие: «Акт убийства», «Несовершенная любовь», пьеса И. С. Тургенева «Месяц в деревне», пьеса А. П. Чехова «Дядя Ваня» и пьеса Уильяма Шекспира «Ричард III».
В 2008 году режиссёр Эндрю Адамсон выбрал его на роль рыжего гнома Трампкина (англ. Trumpkin) в фильме «Хроники Нарнии: Принц Каспиан».
В 2010 году Питер снимался в триллере The Knights of Badassdom. С 2011 по 2019 год — исполнял роль Тириона Ланнистера, одного из главных персонажей, в телесериале канала HBO «Игра престолов», экранизации серии романов «Песнь Льда и Пламени» Джорджа Мартина. В рейтинге лучших персонажей телесериала, составленного газетой The Independent, Тирион Ланнистер занимает второе место.
Параллельно со съёмками в «Игре престолов» актёр участвовал и в других проектах. В 2014 году его можно было увидеть в супергеройском боевике «Люди Икс: Дни минувшего будущего» в роли доктора Боливара Траска, главного злодея фильма. В том же году Динклейдж исполнил одну из главных ролей в трагикомедии «Этим утром в Нью-Йорке». В фильме также сыграли Робин Уильямс, Мила Кунис и Мелисса Лео. В 2015 году Питер снялся в фантастической комедии «Пиксели».
В 2017 году на широкие экраны вышел драматический фильм Мартина Макдонаха «Три билборда на границе Эббинга, Миссури», снятый при участии Питера. Картина получила множество наград, в том числе 4 премии «Золотой глобус» и 2 премии «Оскар». В 2018 году Динклейдж исполнил небольшую роль в фильме «Мстители: Война бесконечности». Он стал одним из самых кассовых фильмов за всю историю. Кроме того, в том же году на кинофестивале «Сандэнс» состоялась премьера драмы «Я думаю, теперь мы одни» с Питером Динклейджем в главной роли. Его партнёршей по картине стала Эль Фэннинг.
В 2020 году актёр снялся в криминальной комедии «Аферистка» в роли Романа Лунёва, главного антагониста фильма. Главную роль в ленте исполнила Розамунд Пайк.
В 2024 году снялся в мюзикле «Злая: Сказка о ведьме Запада» в роли доктора Дилламонда.

## Личная жизнь
С 2005 года Динклэйдж женат на театральном режиссёре Эрике Шмидт. У них есть двое детей.
Динклэйдж имеет одну из форм карликовости, ахондроплазию, в результате чего его рост составляет 135 см.
Динклэйдж — веган.
Также является непрактикующим католиком.

## Фильмография
| Год       |     | Русское название                               | Оригинальное название                     | Роль                         |
| --------- | --- | ---------------------------------------------- | ----------------------------------------- | ---------------------------- |
| 1995      | ф   | Жизнь в забвении                               | Living in Oblivion                        | Тито                         |
| 1996      | ф   | Пуля                                           | Bullet                                    | менеджер по строительству    |
| 1998      | ф   | Медвежатники                                   | Safe Men                                  | Лефлор                       |
| 1999      | ф   | Голубиное гнездо                               | Pigeonholed                               | Рой                          |
| 2001      | с   | Улица                                          | The $treet                                | Карлик                       |
| 2001      | ф   | Никогда больше                                 | Never Again                               | Гарри Апплтон                |
| 2001      | ф   | Звериная натура                                | Human Nature                              | Фрэнк                        |
| 2002      | ф   | Тринадцать лун                                 | 13 Moons                                  | Бинки                        |
| 2002      | с   | Третья смена                                   | Third Watch                               | Наркоторговец                |
| 2002      | ф   | Всего лишь поцелуй                             | Just a Kiss                               | Динк                         |
| 2003      | ф   | Станционный смотритель                         | The Station Agent                         | Финбар Макбрайд              |
| 2003      | ф   | Маленькие пальчики                             | Tiptoes                                   | Морис                        |
| 2003      | ф   | Эльф                                           | Elf                                       | Майлс Финч                   |
| 2004      | ф   | Выжить в раю                                   | Surviving Eden                            | Стерно                       |
| 2004      | кор | —                                              | 89 Seconds at Alcázar                     | Мари Барбола                 |
| 2004      | кор | —                                              | Jail Bait                                 | Линдо                        |
| 2004      | с   | Я с ней                                        | I'm with Her                              | Эллиот Росен                 |
| 2005      | с   | Переходный возраст                             | Life As We Know It                        | Др. Белбер                   |
| 2005      | ф   | Бакстер                                        | The Baxter                                | Бенсон Хеджес                |
| 2005      | тф  | —                                              | Testing Bob                               | Робинсон (Боб), Харт         |
| 2005      | ф   | —                                              | Escape Artists                            | Мр. Дафф                     |
| 2005      | ф   | Лэсси                                          | Lassie                                    | Роули                        |
| 2005      | ф   | —                                              | Fortunes                                  | Майк Кирквуд                 |
| 2005—2006 | с   | Предел                                         | Threshold                                 | Артур Рэмси                  |
| 2006      | тф  | Ультра                                         | Ultra                                     |                              |
| 2006      | ф   | —                                              | The Limbo Room                            | Дасти Шпитц                  |
| 2006      | ф   | Признайте меня виновным                        | Find Me Guilty                            | Бен Кландис                  |
| 2006      | ф   | —                                              | Little Fugitive                           | Сэм                          |
| 2006      | ф   | Пенелопа                                       | Penelope                                  | Лемон                        |
| 2006      | с   | Части тела                                     | Nip/Tuck                                  | Марлоу Сойер                 |
| 2007      | ф   | —                                              | Ascension Day                             | Брэнтли                      |
| 2007      | ф   | Смерть на похоронах                            | Death at a Funeral                        | Питер                        |
| 2007      | ф   | Суперпёс                                       | Underdog                                  | Др. Саймон Зловредень        |
| 2008      | ф   | Хроники Нарнии: Принц Каспиан                  | The Chronicles of Narnia: Prince Caspian  | Трам                         |
| 2008      | ки  | The Chronicles of Narnia: Prince Caspian       | The Chronicles of Narnia: Prince Caspian  | Трам                         |
| 2009      | с   | Студия 30                                      | 30 Rock                                   | Стюарт                       |
| 2009      | ф   | Святой Джон из Лас-Вегаса                      | Saint John of Las Vegas                   | Мр. Таунсенд                 |
| 2010      | ф   | Смерть на похоронах                            | Death at a Funeral                        | Фрэнк                        |
| 2010      | ф   | Я тоже тебя люблю                              | I Love You Too                            | Чарли                        |
| 2010      | ф   | Панихида по Рэнсому Прайду                     | The Last Rites of Ransom Pride            | Карлик                       |
| 2010      | ф   | Пит Смаллс мёртв                               | Pete Smalls Is Dead                       | К.С. Манк                    |
| 2011      | ф   | Главное — не бояться!                          | A Little Bit of Heaven                    | Винни                        |
| 2011—2019 | с   | Игра престолов                                 | Game of Thrones                           | Тирион Ланнистер             |
| 2011      | мф  | Скрат и континентальный излом 2                | Scrat's Continental Crack-Up: Part 2      | Капитан Гатт                 |
| 2012      | мф  | Ледниковый период 4: Континентальный дрейф     | Ice Age: Continental Drift                | Капитан Гатт                 |
| 2013      | ф   | Дело в тебе                                    | A Case of You                             | Джерард                      |
| 2013      | ф   | Рыцари королевства Крутизны                    | Knights of Badassdom                      | Ханг                         |
| 2014      | ф   | Совсем низко                                   | Low Down                                  | Ален                         |
| 2014      | ф   | Люди Икс: Дни минувшего будущего               | X-Men: Days of Future Past                | Др. Боливар Траск            |
| 2014      | ф   | Этим утром в Нью-Йорке                         | The Angriest Man in Brooklyn              | Аарон Элтманн                |
| 2014      | ки  | Destiny                                        | Destiny                                   | Призрак                      |
| 2014      | ки  | Game of Thrones                                | Game of Thrones: A Telltale Games Series  | Тирион Ланнистер             |
| 2015      | ф   | Такси                                          | Taxi                                      | Марк                         |
| 2015      | ф   | Пиксели                                        | Pixels                                    | Эдди Плант                   |
| 2016      | ф   | Большой Босс                                   | The Boss                                  | Рэно                         |
| 2016      | мф  | Angry Birds в кино                             | Angry Birds                               | Могучий Орёл                 |
| 2017      | ф   | Какой счастливый день                          | O' Lucky Day                              |                              |
| 2017      | ф   | Три билборда на границе Эббинга, Миссури       | Three Billboards Outside Ebbing, Missouri | Джеймс                       |
| 2017      | ф   | Вспомнить заново                               | Rememory                                  | Сэм Блум                     |
| 2017      | ф   | Состояние рассудка                             | Three Christs                             | Джозеф Кассел                |
| 2018      | ф   | Мстители: Война бесконечности                  | Avengers: Infinity War                    | гном Эйтри                   |
| 2018      | ф   | Я думаю, теперь мы одни                        | I Think We're Alone Now                   | Дэл                          |
| 2018      | тф  | Мой ужин с Эрве                                | My Dinner with Hervé                      | Эрве Вильшез                 |
| 2019      | мф  | Angry Birds 2 в кино                           | The Angry Birds Movie 2                   | Могучий Орёл                 |
| 2020      | мф  | Семейка Крудс 2: Новоселье                     | The Croods: A New Age                     | Фил Беттерман                |
| 2021      | ф   | Аферистка                                      | I Care a Lot                              | Роман Лунёв                  |
| 2021      | ф   | Сирано                                         | Cyrano                                    | Сирано де Бержерак           |
| 2022      | ф   | Мечта с подвохом                               | American Dreamer                          | Доктор Фил Лодер             |
| 2023      | ф   | Иди ко мне, детка                              | She Came to Me                            | Стивен                       |
| 2023      | ф   | Трансформеры: Восхождение Звероботов           | Transformers: Rise of the Beasts          | Скёрдж                       |
| 2023      | ф   | Токсичный мститель                             | The Toxic Avenger                         | Уинстон / Токсичный мститель |
| 2023      | ф   | Голодные игры: Баллада о змеях и певчих птицах | The Ballad of Songbirds and Snakes        | Каска Хайботтом              |
| 2024      | ф   | Чаща                                           | The Thicket                               | Реджинальд Джонс             |
| 2024      | ф   | Братья                                         | Brothers                                  | Джади Мангер                 |
| 2024      | ф   | Злая: Сказка о ведьме Запада                   | Wicked                                    | Доктор Дилламонд             |
| 2025      | ф   | Кровельщик                                     | Roofman                                   |                              |
| 2025      | с   | Декстер: Воскрешение                           | Dexter: Resurrection                      | Леон Прейтер                 |
| 2025      | ф   | Злая: Навсегда                                 | Wicked: For Good                          | Доктор Дилламонд             |
|           | ф   | Король Лир                                     | Lear Rex                                  | Дурак                        |

## Награды и номинации
Полный список наград и номинаций на сайте IMDb.
| Награды и номинации | Награды и номинации                                     | Награды и номинации                                           | Награды и номинации                      | Награды и номинации | Награды и номинации        |
| Год                 | Награда                                                 | Категория                                                     | Работа                                   | Результат           | Примечание                 |
| ------------------- | ------------------------------------------------------- | ------------------------------------------------------------- | ---------------------------------------- | ------------------- | -------------------------- |
| 2003                | New York Film Critics Online                            | Прорыв года                                                   | Станционный смотритель                   | Победа              |                            |
| 2003                | Фестиваль независимого кино в Оренсе                    | Лучший актёр                                                  | Станционный смотритель                   | Победа              |                            |
| 2004                | Ассоциация кинокритиков Чикаго                          | Наиболее многообещающий актёр                                 | Станционный смотритель                   | Номинация           |                            |
| 2004                | Chlotrudis Award                                        | Лучший актёр                                                  | Станционный смотритель                   | Номинация           |                            |
| 2004                | Премия «Независимый дух»                                | Лучшая мужская роль                                           | Станционный смотритель                   | Номинация           |                            |
| 2004                | Общество кинокритиков Лас-Вегаса                        | Лучший актёр                                                  | Станционный смотритель                   | Номинация           |                            |
| 2004                | Online Film & Television Association                    | Лучшая мужская роль                                           | Станционный смотритель                   | Победа              |                            |
| 2004                | Общество онлайн-критиков                                | Лучший прорыв года                                            | Станционный смотритель                   | Номинация           |                            |
| 2004                | Общество кинокритиков Феникса                           | Лучший прорыв года                                            | Станционный смотритель                   | Номинация           |                            |
| 2004                | Общество кинокритиков Феникса                           | Лучший актёрский состав                                       | Станционный смотритель                   | Номинация           |                            |
| 2004                | Спутник                                                 | За выдающийся талант                                          |                                          | Победа              |                            |
| 2004                | Премия Гильдии киноактёров США                          | Лучшая мужская роль                                           | Станционный смотритель                   | Номинация           |                            |
| 2004                | Премия Гильдии киноактёров США                          | Лучший актёрский состав в игровом кино                        | Станционный смотритель                   | Номинация           |                            |
| 2011                | Эмми                                                    | Лучшая мужская роль второго плана в драматическом телесериале | Игра престолов                           | Победа              | эп. «Бейелор»              |
| 2011                | IGN Summer Movie Awards                                 | Лучший актёр на телевидении                                   | Игра престолов                           | Номинация           |                            |
| 2011                | Online Film & Television Association                    | Лучшая мужская роль второго плана в драматическом телесериале | Игра престолов                           | Победа              |                            |
| 2011                | Спутник                                                 | Лучшая мужская роль второго плана на телевидении              | Игра престолов                           | Победа              |                            |
| 2011                | Scream                                                  | Лучшая мужская роль второго плана                             | Игра престолов                           | Победа              |                            |
| 2011                | TCA Awards                                              | Индивидуальные достижения в жанре драма                       | Игра престолов                           | Номинация           |                            |
| 2012                | Золотой глобус                                          | Лучшая мужская роль второго плана на телевидении              | Игра престолов                           | Победа              |                            |
| 2012                | Эмми                                                    | Лучшая мужская роль второго плана в драматическом телесериале | Игра престолов                           | Номинация           | эп. «Черноводная»          |
| 2012                | Выбор телевизионных критиков                            | Лучшая мужская роль второго плана в драматическом сериале     | Игра престолов                           | Номинация           |                            |
| 2012                | Золотая Нимфа                                           | Лучшая мужская роль в драматическом сериале                   | Игра престолов                           | Номинация           |                            |
| 2012                | Online Film & Television Association                    | Лучшая мужская роль второго плана в драматическом телесериале | Игра престолов                           | Номинация           |                            |
| 2012                | SFX Awards                                              | Лучший актёр                                                  | Игра престолов                           | Номинация           |                            |
| 2012                | Спутник                                                 | Лучшая мужская роль второго плана на телевидении              | Игра престолов                           | Номинация           |                            |
| 2012                | Премия Гильдии киноактёров США                          | Лучший актёрский состав в драматическом сериале               | Игра престолов                           | Номинация           |                            |
| 2012                | TCA Awards                                              | Индивидуальные достижения в жанре драма                       | Игра престолов                           | Номинация           |                            |
| 2013                | Эмми                                                    | Лучшая мужская роль второго плана в драматическом телесериале | Игра престолов                           | Номинация           | эп. «Младшие Сыны»         |
| 2013                | Online Film & Television Association                    | Лучшая мужская роль второго плана в драматическом телесериале | Игра престолов                           | Номинация           |                            |
| 2013                | SFX Awards                                              | Лучший актёр                                                  | Игра престолов                           | Номинация           |                            |
| 2014                | Эмми                                                    | Лучшая мужская роль второго плана в драматическом телесериале | Игра престолов                           | Номинация           | эп. «Законы богов и людей» |
| 2014                | Online Film & Television Association                    | Лучшая мужская роль второго плана в драматическом телесериале | Игра престолов                           | Победа              |                            |
| 2014                | Спутник                                                 | Лучшая мужская роль второго плана на телевидении              | Игра престолов                           | Номинация           |                            |
| 2014                | Премия Гильдии киноактёров США                          | Лучшая мужская роль в драматическом сериале                   | Игра престолов                           | Номинация           |                            |
| 2014                | Премия Гильдии киноактёров США                          | Лучший актёрский состав в драматическом сериале               | Игра престолов                           | Номинация           |                            |
| 2014                | TV Guide Award                                          | Любимый актёр                                                 | Игра престолов                           | Номинация           |                            |
| 2015                | Эмми                                                    | Лучшая мужская роль второго плана в драматическом телесериале | Игра престолов                           | Победа              | эп. «Суровый Дом»          |
| 2015                | Online Film & Television Association                    | Лучшая мужская роль второго плана в драматическом телесериале | Игра престолов                           | Номинация           |                            |
| 2015                | Спутник                                                 | Лучшая мужская роль второго плана на телевидении              | Игра престолов                           | Номинация           |                            |
| 2015                | MTV Movie Awards                                        | Лучший кинозлодей                                             | Люди Икс: Дни минувшего будущего         | Номинация           |                            |
| 2015                | Премия Гильдии киноактёров США                          | Лучшая мужская роль в драматическом сериале                   | Игра престолов                           | Номинация           |                            |
| 2015                | Премия Гильдии киноактёров США                          | Лучший актёрский состав в драматическом сериале               | Игра престолов                           | Номинация           |                            |
| 2016                | Премия Гильдии киноактёров США                          | Лучшая мужская роль в драматическом сериале                   | Игра престолов                           | Номинация           |                            |
| 2016                | Премия Гильдии киноактёров США                          | Лучший актёрский состав в драматическом сериале               | Игра престолов                           | Номинация           |                            |
| 2016                | Эмми                                                    | Лучшая мужская роль второго плана в драматическом телесериале | Игра престолов                           | Номинация           |                            |
| 2016                | Выбор телевизионных критиков                            | Лучшая мужская роль второго плана в драматическом телесериале | Игра престолов                           | Номинация           |                            |
| 2016                | Online Film & Television Association                    | Лучшая мужская роль второго плана в драматическом телесериале | Игра престолов                           | Номинация           |                            |
| 2017                | Awards Circuit Community Awards                         | Лучший актёрский ансамбль                                     | Три билборда на границе Эббинга, Миссури | Номинация           |                            |
| 2017                | IMDb Awards                                             | STARmeter Award                                               |                                          | Номинация           |                            |
| 2017                | Chicago Independent Film Critics Circle Awards          | Лучший актёрский ансамбль                                     | Три билборда на границе Эббинга, Миссури | Победа              |                            |
| 2017                | Премия Гильдии киноактёров США                          | Лучшая мужская роль в драматическом сериале                   | Игра престолов                           | Номинация           |                            |
| 2017                | Премия Гильдии киноактёров США                          | Лучший актёрский состав в драматическом сериале               | Игра престолов                           | Номинация           |                            |
| 2018                | Эмми                                                    | Лучшая мужская роль второго плана в драматическом телесериале | Игра престолов                           | Победа              |                            |
| 2018                | Broadcast Film Critics Association Awards               | Лучший актёр второго плана в драматическом сериале            | Игра престолов                           | Номинация           |                            |
| 2018                | Gold Derby Awards                                       | Ensemble Cast                                                 | Три билборда на границе Эббинга, Миссури | Победа              |                            |
| 2018                | Gold Derby Awards                                       | Ансамбль года                                                 | Игра престолов                           | Номинация           |                            |
| 2018                | Gold Derby Awards                                       | Актёр второго плана                                           | Игра престолов                           | Номинация           |                            |
| 2018                | Online Film & Television Association                    | Лучший ансамбль                                               | Три билборда на границе Эббинга, Миссури | Победа              |                            |
| 2018                | Online Film & Television Association                    | Лучший актёр второго плана в драматическом сериале            | Игра престолов                           | Номинация           |                            |
| 2018                | Премия Гильдии киноактёров США                          | Лучшая мужская роль в драматическом сериале                   | Игра престолов                           | Номинация           |                            |
| 2018                | Премия Гильдии киноактёров США                          | Лучший актёрский состав в драматическом сериале               | Игра престолов                           | Номинация           |                            |
| 2019                | Эмми                                                    | Лучшая мужская роль второго плана в драматическом телесериале | Игра престолов                           | Победа              |                            |
| 2019                | Эмми                                                    | Лучший телефильм                                              | Мой ужин с Эрве                          | Номинация           |                            |
| 2019                | Academy of Science Fiction, Fantasy & Horror Films, USA | Лучший актёр второго плана в телесериале                      | Игра престолов                           | Победа              |                            |
| 2019                | Gold Derby Awards                                       | Drama Supporting Actor                                        | Игра престолов                           | Победа              |                            |
| 2019                | Gold Derby Awards                                       | Drama Supporting Actor of the Decade                          | Игра престолов                           | Номинация           |                            |
| 2019                | IGN Summer Movie Awards                                 | Приз зрительских симпатий                                     | Игра престолов                           | Победа              |                            |
| 2019                | IGN Summer Movie Awards                                 | Best TV Ensemble                                              | Игра престолов                           | Номинация           |                            |
| 2019                | Online Film & Television Association                    | Лучшая мужская роль второго плана в драматическом телесериале | Игра престолов                           | Победа              |                            |
| 2019                | PGA Awards                                              | Outstanding Producer of Streamed or Televised Motion Pictures | Мой ужин с Эрве                          | Номинация           |                            |
| 2020                | Broadcast Film Critics Association Awards               | Лучшая мужская роль второго плана в драматическом телесериале | Игра престолов                           | Номинация           |                            |
| 2020                | CinEuphoria Awards                                      | Почётная награда                                              | Игра престолов                           | Победа              |                            |
| 2020                | Премия Гильдии киноактёров США                          | Лучшая мужская роль в драматическом сериале                   | Игра престолов                           | Победа              |                            |
| 2020                | Премия Гильдии киноактёров США                          | Лучший актёрский состав в драматическом сериале               | Игра престолов                           | Номинация           |                            |